# Robinson – Love Edition
Robinson - Love Edition var den 16:e säsongen av realitysåpan Expedition Robinson. Det var den sjätte säsongen som produceras på TV4, även om säsongen sändes på systerkanalen Sjuan istället för i huvudkanalen TV4. Linda Lindorff återkom som programledare för programmet efter att Paolo Roberto programlett de fyra senaste säsongerna. Efter varje program visades det tillhörande programmet "Edens Lustgård" på TV4 Play där man fick träffa utslagna deltagare samt en man kallad Adam och en kvinna kallad Eva som kämpade om att få stanna kvar i 27 avsnitt. Säsongen spelades in på ön Koh Rong i Kambodja under fem veckor i november och december 2014.
Samtliga deltagare i denna säsong var singlar i åldrarna 20-40 år, vilket var ett krav för att få delta i säsongen. Vinnare blev Dan Spinelli Scala och Jennifer Egelryd.
Premiären av programmet sågs av 340 000 tittare. Hösten 2015 meddelades det att det inte skulle produceras fler säsonger av Robinson – Love Edition av kostnadsskäl.

## Deltagare
Den 30 mars 2015 presenterade TV4 de 18 deltagarna som tävlar från början i säsongen.
- Alexandra Mogeswärd, 30 år, Nyköping
- Caxton Njuki, 33 år, Oxelösund
- Dan Spinelli Scala, 30 år, Stockholm
- David Stenroth, 34 år, Stockholm
- Denice Andrée, 26 år, Stockholm
- Gregorij Brattfors, 25 år, Göteborg
- Jennifer Egelryd, 24 år, Tyresö
- John Nordin, 26 år, Härnösand
- Kalle Zeman, 30 år, Stockholm
- Malin Ericsson, 42 år, Sollentuna
- Melissa Miller, 28 år, Borlänge
- Mia Mukkavaara, 26 år, Luleå
- Oskar Nordstrand, 23 år, Helsingborg
- Pontus Hermansson, 38 år, Falköping
- Richard Lundström, 29 år, Helsingborg
- Sara Söderman, 37 år, Nynäshamn
- Torun Eriksson, 24 år, Säter, Värmland
- Zylfije Mehmeti, 27 år, Malmö

## Laguppställningar
Nedan listas lagen såsom de såg ut under tävlingens gång. Deltagarna står listade i alfabetisk ordning i respektive lag.
Lagmedlemmar som röstats ut står markerade i rött i den ordning som de röstats ut i och/eller lämnat tävlingen i och hamnade i Edens lustgård.

### Lagen före sammanslagningen
| Nr | Lag Srei            | Avsnitt |
| 1  | Alexandra Mogeswärd | 1       |
| 2  | Denice Andrée       | 1       |
| 4  | Melissa Miller      | 1       |
| 5  | Mia Mukkavaara      | 1       |
| 6  | Filip Flink         | 13      |
| 7  | Richard Lundström   | 13      |
| 8  | Malin Sandberg      | 10      |
| 9  | Vera Kumpulainen    | 10      |
| 10 | Jennifer Egelryd    | 1 - 13  |
| 11 | Sara Söderman       | 1 - 13  |
| 12 | Paulina Brodd       | 10 - 10 |
| 13 | Nellie Aalhuizen    | 7 - 9   |
| 14 | Marielle Sandgren   | 7 - 7   |
| 15 | Torun Eriksson      | 1 - 6   |
| 16 | Zylfije Mehmeti     | 1 - 2   |
| 17 | Malin Ericsson      | 1 - 1   |

| Nr | Lag Bros            | Avsnitt |
| 1  | Dan Spinelli Scala  | 1       |
| 2  | David Stenroth      | 1       |
| 3  | Kalle Zeman         | 1       |
| 4  | Oskar Nordstrand    | 1       |
| 5  | Ali Rouass          | 4       |
| 6  | Jennifer Egelryd    | 13      |
| 7  | Sara Söderman       | 13      |
| 8  | Richard Lundström   | 1 - 13  |
| 9  | Kristoffer Hurtling | 13 - 13 |
| 10 | Pontus Hermansson   | 1 - 12  |
| 11 | Gregorij Brattfors  | 1 - 3   |
| 12 | John Nordin         | 1 - 2   |
| 13 | Caxton Njuki        | 1 - 1   |

### Edens lustgård
| Nr | Eva                                   | Avsnitt |
| 1  | Denice Andrée                         | 17 -    |
| 2  | Melissa Miller (partävling)           | 27 - 27 |
| 3  | Sara Söderman (partävling)            | 23 - 24 |
| 4  | Malin Sandberg (partävling)           | 20 - 20 |
| 5  | Nellie Aalhuizen (partävling)         | 9 - 17  |
| 6  | Paulina Brodd (duell 3)               | 10 - 11 |
| 7  | Marielle Sandgren (lämnar frivilligt) | 7 - 10  |
| 8  | Malin Ericsson (duell 2)              | 1 - 8   |
| 9  | Torun Eriksson (utröstad)             | 6 - 7   |
| 10 | Zylfije Mehmeti (duell 1)             | 2       |

| Nr | Adam                                   | Avsnitt           |
| 1  | Pontus Hermansson                      | 12 - 14 samt 15 - |
| 2  | Filip Flink (partävling)               | 26 - 27           |
| 3  | Ali Rouass (partävling)                | 21 - 24           |
| 4  | Oskar Nordstrand (partävling)          | 18 - 20           |
| 5  | Robin Malmström (partävling)           | 4 - 17            |
| 6  | Kristoffer Hurtling (duell 3)          | 13 - 13           |
| 7  | John Nordin (duell 2)                  | 2 - 5             |
| 8  | Gregorij Brattfors (lämnar frivilligt) | 3 - 3             |
| 9  | Caxton Njuki (duell 1)                 | 1 - 2             |